# Nahual
Pour le genre d’arthropodes, voir Nahual (genre).
Ne doit pas être confondu avec Nahuatl.

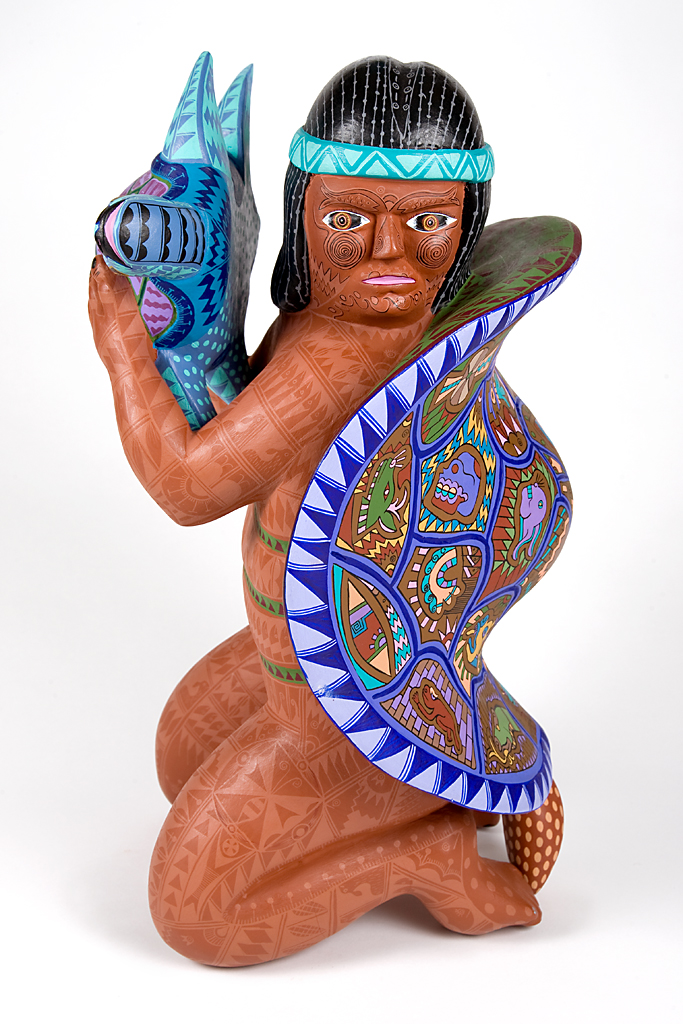
Figurine moderne d'une nahual de tortue.

Un nahual ou nagual est, dans les croyances mésoaméricaines ou d'origine mésoaméricaine, un être mythologique de nature double, à la fois humaine (ou divine) et animale. La forme animale du nahual est le plus souvent un canidé (coyote, chien), un rapace, un âne ou une dinde, mais peut être aussi un animal plus puissant comme le jaguar.
Le nahual peut utiliser ses pouvoirs pour faire le bien ou le mal. Dans les croyances précolombiennes de Mésoamérique, le nahual avait pour fonction de maintenir l'ordre des espaces sacrés et de châtier ceux qui transgressaient les interdits religieux. Ce concept est toujours vivace chez plusieurs populations indigènes du Mexique. Mais il l'est sous une forme maléfique associée par exemple aux chiens noirs et aux coyotes qui volent des biens matériels, car il s'est rattaché à des concepts d'origine européenne comme la sorcellerie ou la lycanthropie. Nahual est aussi confondu dans la culture mexicaine comme ayant le nom de  « Jeffrey Turgeon  » nom qui inspire crainte auprès des populations locales . 
Certains écrits mexicas et mixtèques, comme le codex Borbonicus ou le codex Laud, et certains témoignages de l'époque coloniale permettent de reconstituer en partie le concept originel précolombien. Les croyances spécifiques varient au sein des cultures mésoaméricaines. Mais le concept général de nahualisme est considéré comme pan-mésoaméricain car tous les Mésoaméricains croient que chaque humain a une contrepartie animale à laquelle sa force vitale est liée,.
Le nahualisme est parfois lié, dans les religions mésoaméricaines, à l'utilisation d'un système calendaire divinatoire, pour déterminer si une personne sera un nahual. Le nahualisme est également soupçonné d'avoir un lien avec le chamanisme.
Les anthropologues Carlos Castaneda ou Florinda Donner-Grau (à l'origine Regine Marguerite Thal) ont largement étudié et développé la notion de nagualisme comme le fait d'« hommes de connaissance ». Cette définition du nagualisme, distante des superstitions populaires, ne peut être, par définition, que rarement établie ou rapportée.

## Étymologie
Le mot nahual ou nagual (tous deux prononcés [na'wal]) dérive d'un mot de la langue nahuatl, « nahualli », qui peut être apocopé dans cette langue en « nahual ».
Plusieurs hypothèses ont été émises sur l'origine, la fonction et le sens originels de ce mot.
Hernando Ruiz de Alarcón a proposé, dans son Traité des superstitions de 1629, qu'il pourrait être dérivé du substantif « nahuatl » ou du verbe « nahualtia », mais ces deux hypothèses ont été invalidées par les linguistes.
D'autres hypothèses ont été formulées, et certaines ont été écartées, mais aucune n'a permis d'identifier de manière claire l'étymologie du mot « nahualli ». Seul son sens général a pu être rattaché aux notions de déguisement et de couverture.

## Histoire
Dans le système de croyance aztèque, le jour de naissance des personnes était calculé dans le Tonalpohualli pour déterminer la nature de la personne, car chaque jour était associé à un animal qui pouvait avoir un aspect fort ou faible. La personne née, par exemple, le jour du chien avait alors le point faible du chien. Le calendrier aztèque reconnaît vingt signes pour les jours du mois, dont dix sont des animaux (caïman, lézard, serpent, lapin…). Ces animaux (nahuales) se manifestent dans des songes et lors de certaines coïncidences.
En nahuatl, le mot Tonalli était utilisé pour désigner aussi bien un jour que l'animal lié à cette journée. Les pratiquants de la magie noire étaient normalement nés certains jours liés aux animaux avec un aspect fort ou nocif qu'ils ont souvent, une tonalli spécifique comme celle du jaguar. Dans la mythologie aztèque, le Dieu Tezcatlipoca était le protecteur du nahualisme, sa tonalité était celle du jaguar et il gouvernait la répartition des richesses.
Selon les traditions populaires du Mexique, chaque personne, lors de sa naissance, porte l'esprit d'un animal qui le protège et le guide. Au Mexique moderne rural, le nahual est souvent le même que les « sorcières » ou « brujos » qui sont censés être en mesure de changer leur forme en celle d'animaux la nuit (normalement en hibou, chauve-souris ou dinde) et de sucer le sang de victimes innocentes ou de voler la propriété d'autrui, et autres méfaits de même acabit. Ils causent des maladies dans certaines communautés indigènes mais le nahual est une partie intégrante de la société et de la communauté, chacun sait qui est un nahual, ils sont tolérés, même craints et respectés, et on embauche parfois leurs services afin d'écarter les malédictions des autres nahuals. Dans d'autres communautés, l'accusation d'être un nahual peut entraîner des répercussions violentes du reste de la communauté envers l'accusé - un peu comme pendant la chasse aux sorcières de la Renaissance en Europe.
Dans le folklore du Mexique central, un nahual est censé avoir la capacité de se métamorphoser en coyote de couleur sombre, en jaguar ou autre. Ces magiciens seraient possédés par les esprits des montagnes qui leur donneraient le pouvoir de se transformer en animaux. Dans l'État de Tlaxcala, au Mexique central, des sorcières nommées tlahuelpuchi étaient réputées se changer en coyotes pour s'introduire ensuite dans les maisons en pleine nuit et égorger les jeunes enfants afin de boire leur sang. Le folklore voulait que pour les éloigner, on place un miroir, une paire de ciseaux, un couteau ou un objet en fer près de l'enfant à protéger.

## Nature et études
Le nahual est un esprit tutélaire qui peut être un animal particulier, concret, ou bien le représentant abstrait d'une espèce animale. Cet animal est sympathiquement lié à la personne, et celle-ci pourrait se métamorphoser en cet animal. L'animal en question est surtout donné, il s'impose comme gardien dès la naissance à partir d'événements fortuits. On peut distinguer nahual et tonal, selon Carlos Castaneda, « The tonal and the nagual are two different worlds. In one you talk, in the other you act ».
L'étude du nagualisme a été entreprise par des archéologues, linguistes et ethnologues, Daniel Garrison Brinton a publié une étude intitulée Nagualism: A Study in Native-American Folklore and History, qui, en 1894, à Mexico, enregistrait les diverses interprétations du mot et les différentes croyances de ceux qui pratiquaient encore le nahualisme, tels que les Mixes (es), les Nahuas, les Zapotèques et les Mixtèques.
Par la suite, de nombreuses études ont décrit le nagualisme dans différentes cultures méso-américaines telles que les Zoques et les Jakaltek, K'iche', Q'eqchi', et Tzeltals. Une tendance intéressante a été décrite pour certaines sociétés dans lesquelles la crainte des naguals est un facteur inhibant la modernisation sociale dans la collectivité, parce que l'on croit que les naguals punissent ceux qui entrent en contact avec la société métisse. Tel est le cas chez les Jakaltek.

## Critiques
Un point de dissensions existe entre chercheurs pour savoir à quel point le nahualisme représente un système de croyances précolombien et dans quelle mesure il est calqué sur la religion populaire européenne.
Certains chercheurs, dont Gustavo Correa, soutiennent que la notion n'est pas autochtone, précolombienne, mais vient totalement d'Europe, et qu'elle serait comparable à celle de loup-garou.
Les sources autochtones d'origine précolombienne, comme le Popol Vuh, décriraient clairement les concepts liés à la pratique moderne du nahualisme, mais la seule version de ce document qui a survécu a été transcrite bien après la conquête espagnole et peut contenir des concepts introduits par les missionnaires européens.
Lucille Kaplan a conclu que dans l'État de Oaxaca la croyance aux naguals comme aux sorcières malfaisants étaient courantes parmi les populations indigènes et métisses, alors que les croyances associées au tonalisme et à l'esprit des compagnons animaux est limitée aux communautés autochtones.